# 奥田晴樹
奥田 晴樹（おくだ はるき、1952年6月12日 - ）は、日本の日本史学者。立正大学名誉教授。

## 略歴
東京都生まれ。1971年武蔵高等学校卒、1976年東京教育大学文学部史学科日本史学専攻卒、神奈川県立清水ヶ丘高等学校教諭、1983年神奈川県立湘南高等学校教諭。1996年金沢大学教育学部助教授、98年教授。2006-2008年金沢大学附属高等学校校長、2008年立正大学文学部教授。2019年3月立正大学依願退職。2019年4月立正大学名誉教授。。2004年「日本近世土地制度解体過程の研究」で中央大学博士（史学）。専攻、幕末維新史（地租改正、地方制度、立憲政体の成立過程）。

## 著書
- 『大学入試短期集中ゼミ日本史テーマ史 10日あればいい』実教出版 1988
- 『地租改正と地方制度』山川出版社 1993
- 『日本の近代的土地所有』弘文堂 2001
- 『日本近世土地制度解体過程の研究』弘文堂 2004
- 『立憲政体成立史の研究』岩田書院 2004
- 『明治国家と近代的土地所有』同成社 2007
- 『日本史A 改訂版』山川出版社 2011
- 『地租改正と割地慣行』岩田書院 近代史研究叢書 2012
- 『日本近代の歴史①維新と開化』吉川弘文館、2016
- 『幕末政治と開国　明治維新への胎動』勉誠出版、2018
- 『明治維新と府県制度の成立』(立正大学文学部学術叢書）角川文化振興財団, 2018.12

### 編著・校訂
- 『鹿沼町事務報告書 明治二十七年～大正十五(昭和元)年』校訂 鹿沼市史編さん委員会 編 鹿沼市 1998
- 『日本近代史概説』編 弘文堂 2003
- 『新修『羽咋市史』 近現代通史編』羽咋市史編さん委員会編 監修 石川県羽咋市 2008

## 論文
- <奥田晴樹